# Kyau-Haus
Das Kyau-Haus, auch Kyawhaus oder Kiauhaus, liegt im Stadtteil Oberlößnitz der sächsischen Stadt Radebeul, in der Wettinstraße 2 an der Ecke zur Waldstraße. Das mitsamt Einfriedung und Toreinfahrt unter Denkmalschutz stehende Gebäude ist ein ehemaliges Winzerhaus, das auch Oberlößnitzer Narrenhäuschen genannt wurde. Es gilt als „Zeugnis für den jahrhundertelangen Weinbau in der Lößnitz“.

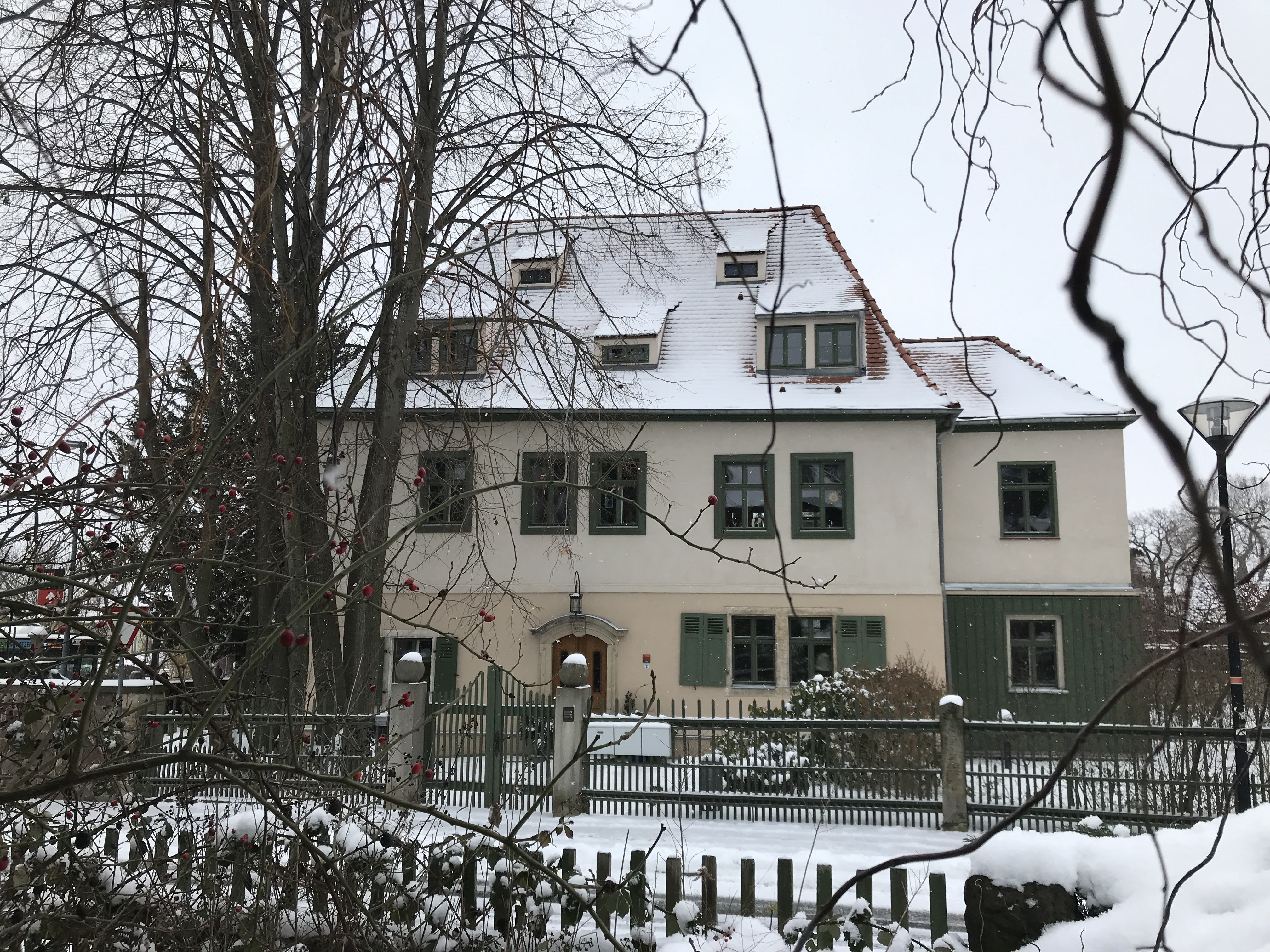
Kyau-Haus von der Wettinstraße aus, links die Kyaulinde

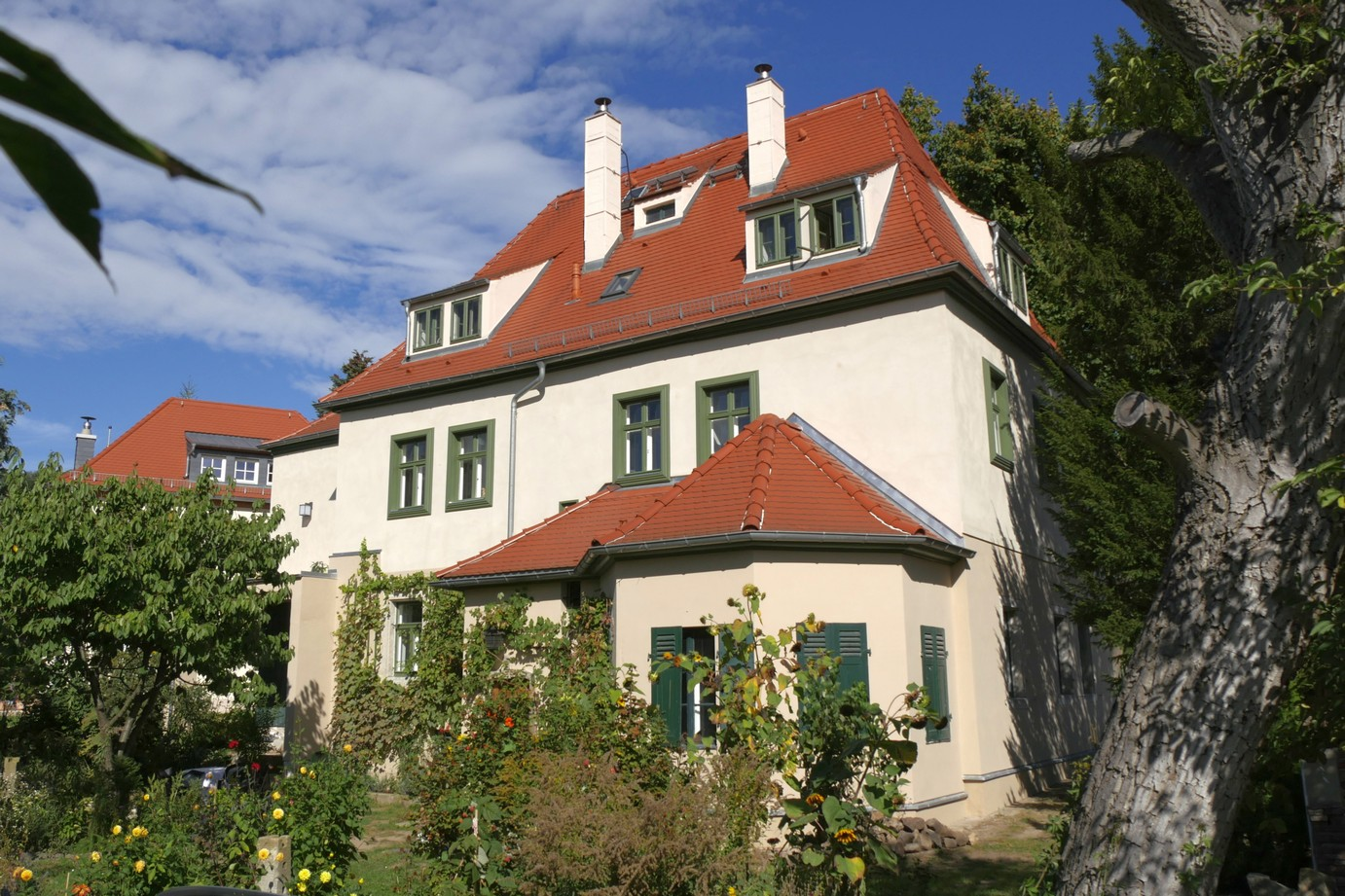
Südwestseite des Kyauhauses, von der Waldstraße aus

Der Name Kyau-Haus stammt aus neuerer Zeit und geht auf die romantische Legende zurück, die die Erbauung des Hauses dem stets frohen, sächsischen Festungskommandanten Friedrich Wilhelm von Kyau (1654–1733) zuschreibt.

## Geschichte
Das laut Datierung 1648 errichtete Winzerhaus gehörte im 17. und frühen 18. Jahrhundert der Dresdner Beamtenfamilie v. Loeben, später waren jeweils über Jahrzehnte die Familien Locke und Jentzsch die Besitzer. Bereits 1690 war das Anwesen an eine Wasserleitung angeschlossen.
Der Dresdner Baudirektor Samuel Locke (1710–1793), der das Haus auch selbst bewohnte, nahm um 1754 diverse Umbauten vor.
Im Jahr 1860 war dort die Witwe des ortsansässigen, 1853 verstorbenen Mediziners Otto Kohlschütter gemeldet, die vorher auf dem benachbarten Weinbergsanwesen Karlshof in der Waldstraße 10 gewohnt hatten.
Nachdem das Haus am Anfang des 20. Jahrhunderts baufällig war, wurde es 1922 durch W. Stephan in Zusammenarbeit mit dem Architekten Otto Rometsch saniert und durch mehrere Anbauten 1924/1926 verändert. Diese waren zum Betreiben einer Zahnarztpraxis notwendig.
Bereits zu DDR-Zeiten, spätestens 1973, wurde der Bau als Kyauhaus zum Denkmal der Architektur in Radebeul erklärt.
Zwischen 2014 und 2020 wurde das Wohnhaus umfassend instand gesetzt, 2019 erhielten die Besitzer dafür den Bauherrenpreis der Stadt Radebeul in der Kategorie Denkmal.

## Beschreibung
Das stattliche Wohnhaus gilt laut dem Dehio-Handbuch als Beispiel für den fließenden Übergang von den schlichten Winzerhäusern zu den mehr herrschaftlichen Häusern.
Das verputzte ehemalige Winzerhaus ist ein zweigeschossiges Gebäude mit einem hohen Walmdach mit zwei Reihen von Schleppgauben, an der Seite befindet sich ein teilweise verbretterter Anbau. Die Eingangstür hat eine Segmentbogenverdachung mit einem Schlussstein. Dieser trägt die Inschrift „KYAU-HAUS“ mit der Datierung „1648“, beide stammen wohl aus der Zeit eines Umbaus im Jahr 1925. Das sich neben der Tür befindliche Wappen aus jener Zeit wurde bei der Instandsetzung in den 2010er Jahren als neue Zutat entfernt.
Die Fenster im Erdgeschoss sitzen in Sandsteingewänden, wie sie in der Lößnitz für massive aus Bruchstein gebaute Geschosse üblich sind. Die in Holzrahmen sitzenden Obergeschossfenster wiederum sind typisch für ein Fachwerk-Obergeschoss.
Die Einfriedung besteht entlang der bereits im 16. Jahrhundert etwa dort verlaufenden Altstraße („wegk nachem baumfelde“, seit 1897 Waldstraße) aus querliegendem Sandstein-Mauerwerk. In diesem befindet sich eine historische Eingangspforte aus kräftigen Sandstein-Pfeilern mit Abdeckstein und neuerstellten Vasen als Krönung. Das zweiflügelige Holztor weist oben geschwungene Formen auf. Die zur Straßenkreuzung hin um die Ecke laufende Mauer im Anschluss an das Tor besteht aus für das 19. Jahrhundert typischem Bruchstein-Mauerwerk; dieses leitet zur heutigen Grundstücksgrenze an der Wettinstraße, die erst gegen Ende des 19. Jahrhunderts (Namenswidmung 1897) über das einst sich auch auf der anderen Straßenseite befindliche Kyau-Anwesen gebaut wurde. Entlang der Wettinstraße schließen sich Holzzaunfelder an. Das sich dort befindliche Eingangstor nimmt mit seiner Oberseite die Form der historischen Pforte an der Waldstraße auf.

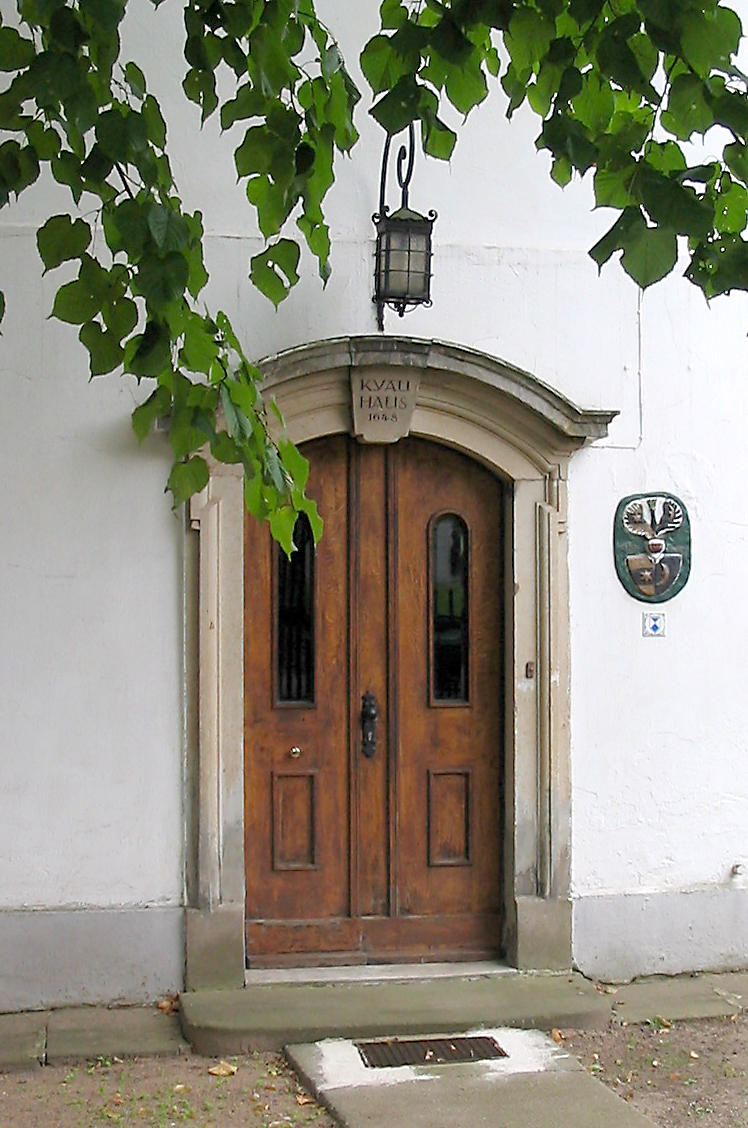
Haustür mit Schlussstein und noch in die Wand eingelassenem Wappen, 2008
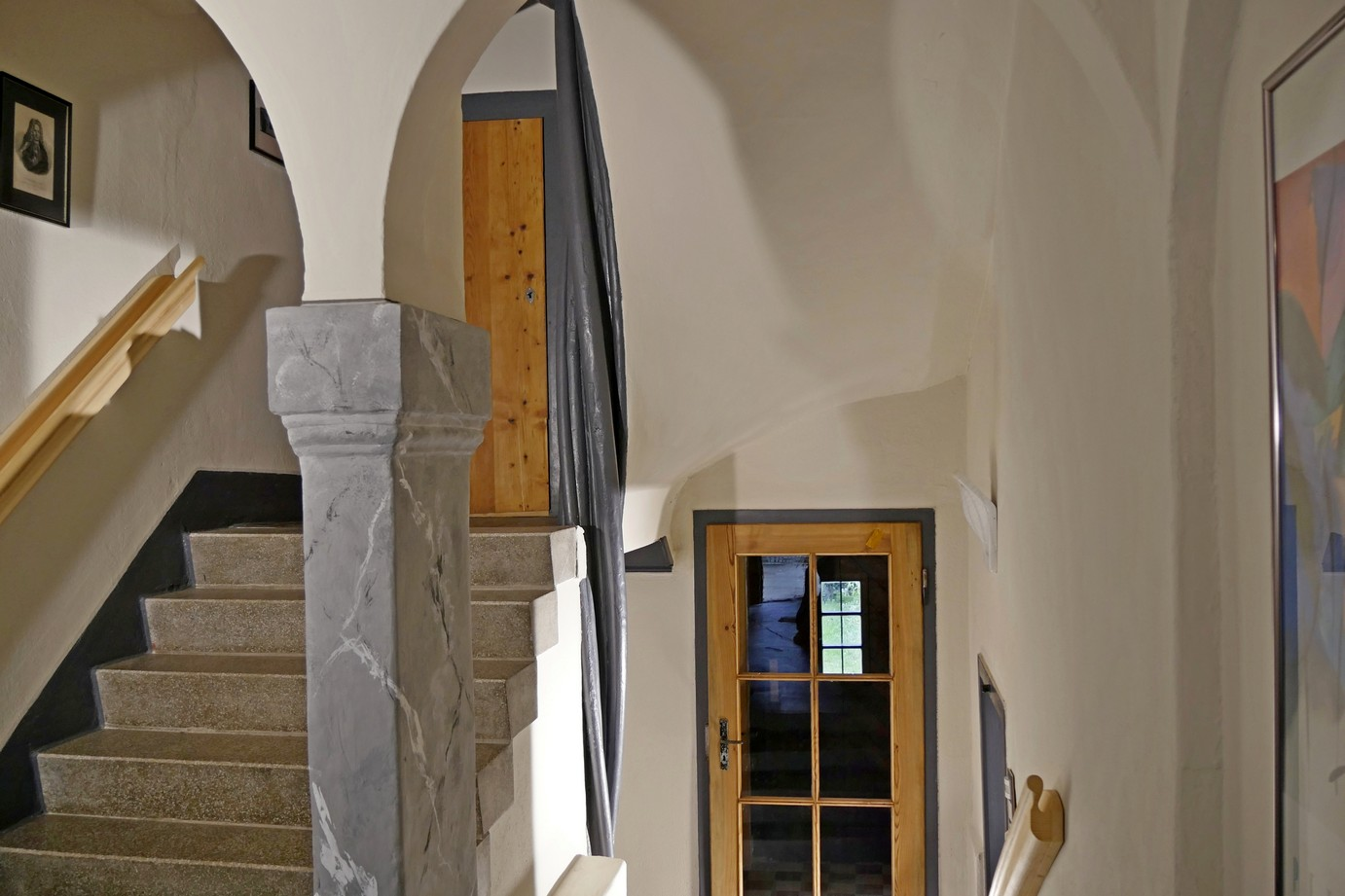
Treppenhaus
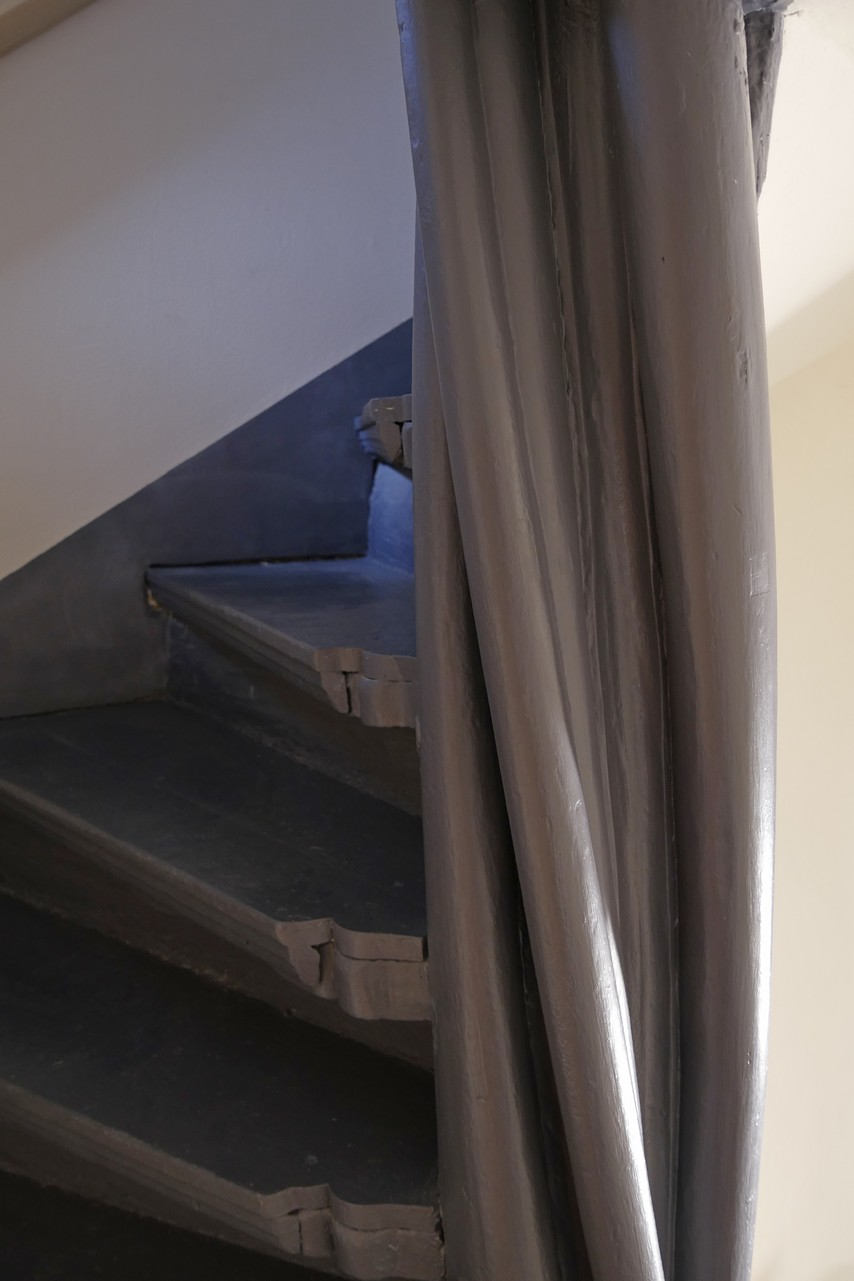
Treppenspindel aus Holz

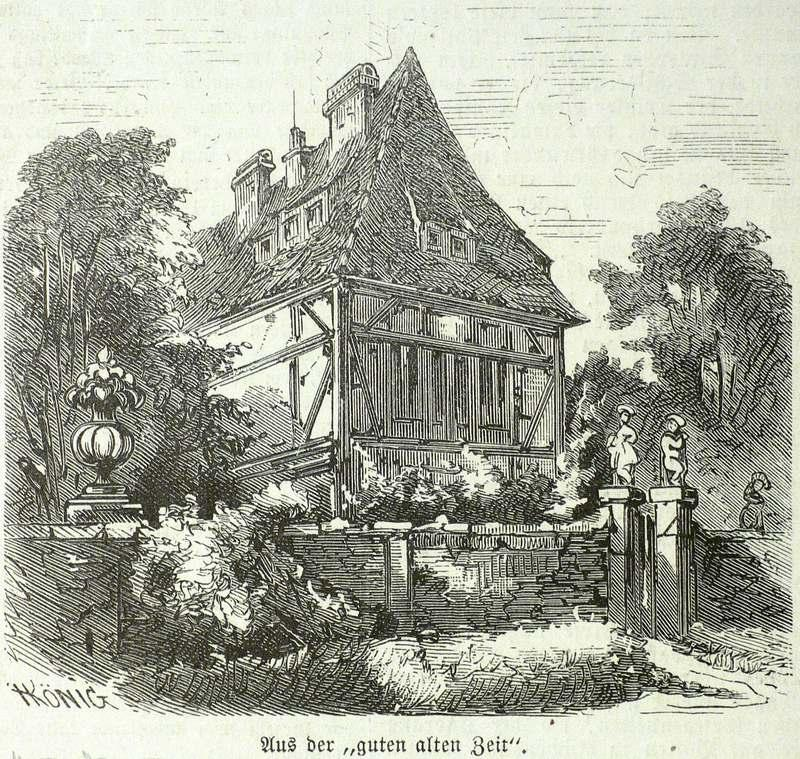
Die Kubatur des Kyauhauses findet sich laut Eigentümern auch auf Herbert Königs Holzstich von 1871 ‚Aus der „guten alten Zeit“‘ wieder

Im ersten Stock des Hauses befindet sich im größten Raum ein Deckengemälde mit einem Zentralbild und vier Eckbildern, von denen eines durch Putzabbruch zerstört worden ist. Das zentrale Bild zeigt eine Tafel mit Fasan, Trauben und verschiedenen Speisen. Die noch verbliebenen runden Randbilder sind von einer Stuckleiste eingerahmt und stellen die vier Jahreszeiten (von denen eine fehlt) dar. Das Interessante dabei ist, dass darauf Mätressen von August dem Starken abgebildet sind, wie z. B. Gräfin Cosel. Diese Bilder stammen aus der Zeit von Samuel Locke.

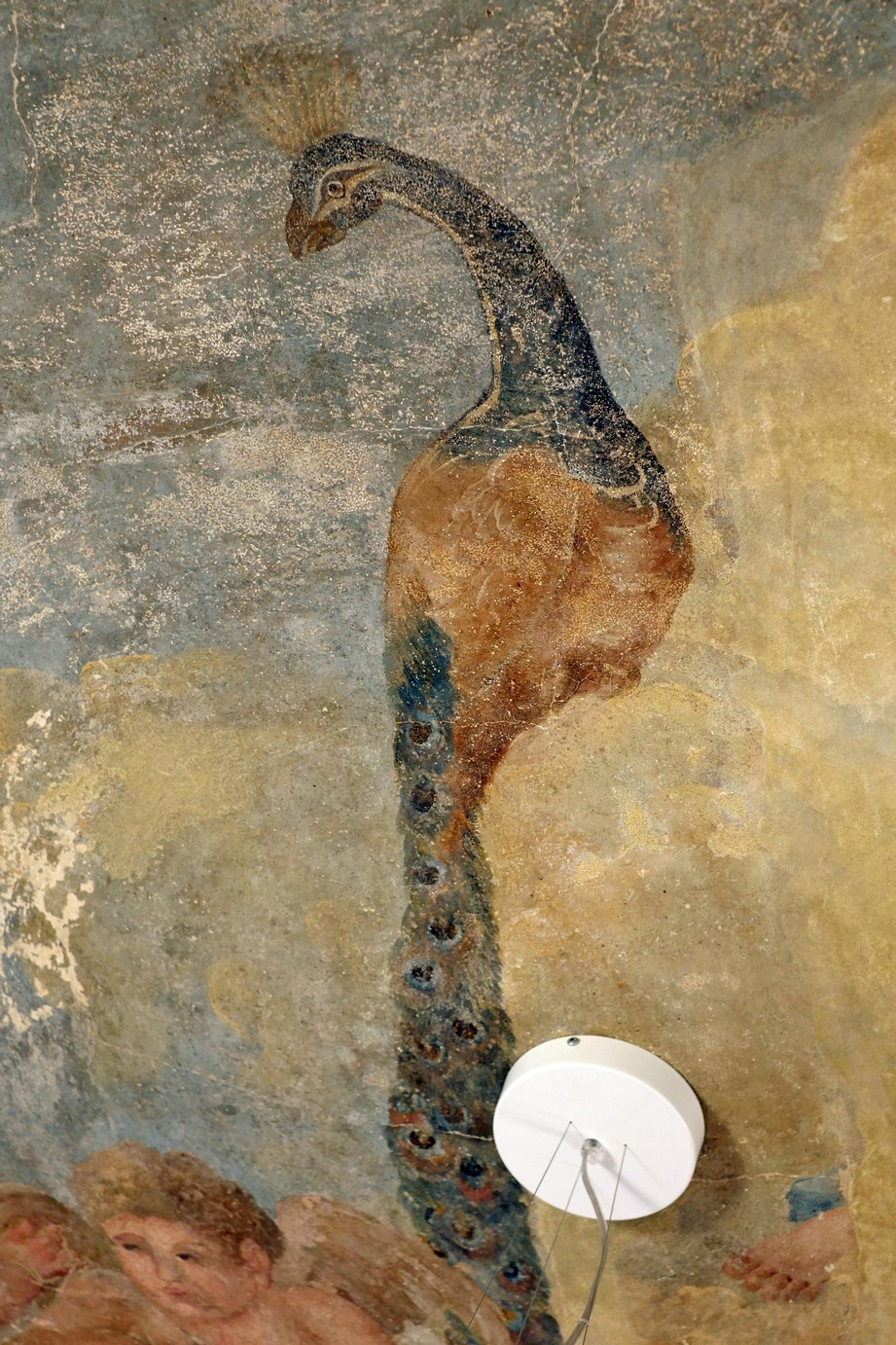
Deckenmalerei: Pfau, um 1760
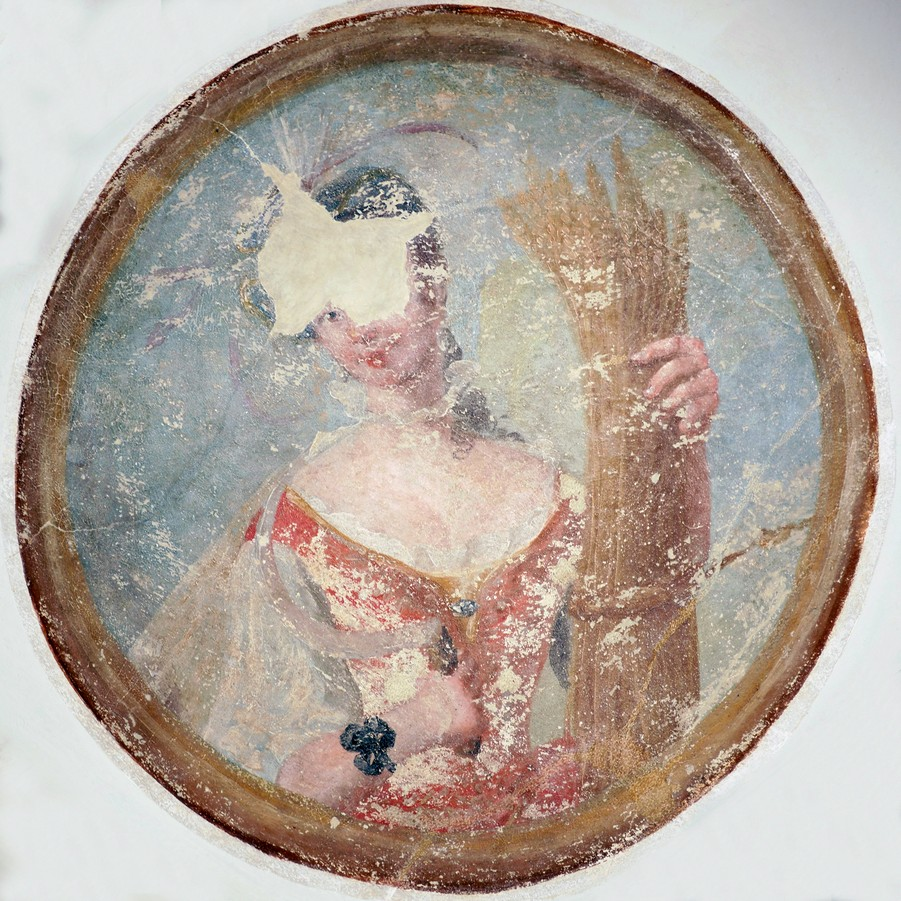
Deckenmalerei: Sommer, um 1760
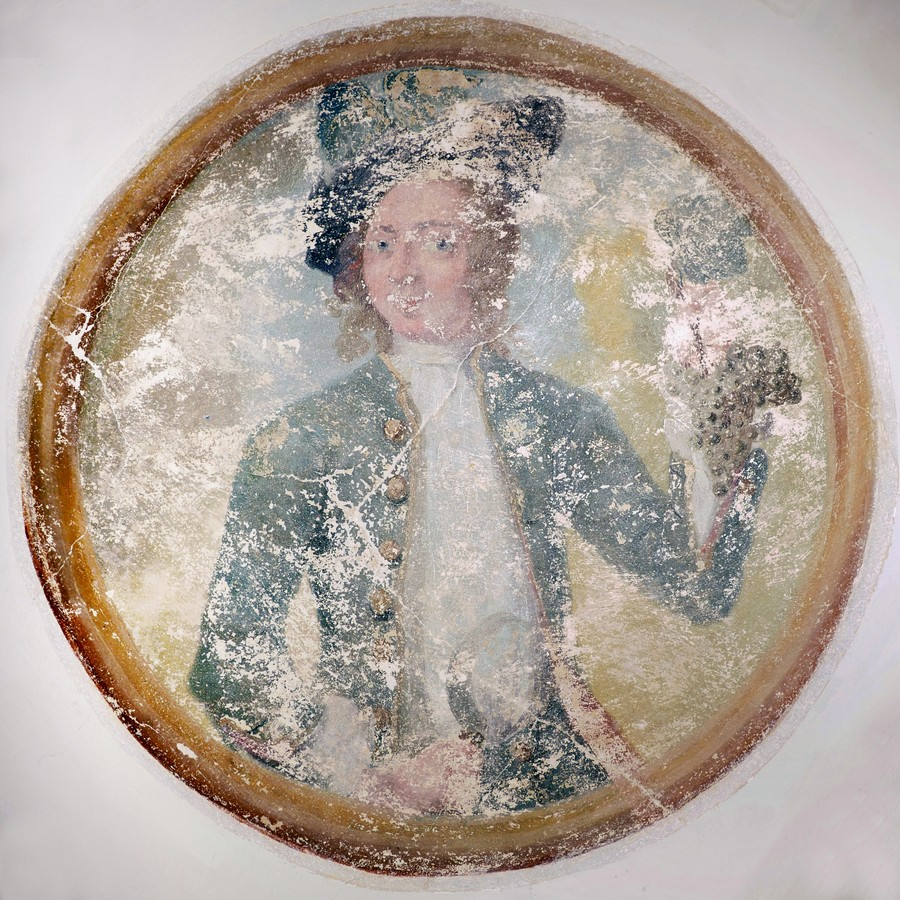
Deckenmalerei: Herbst, um 1760
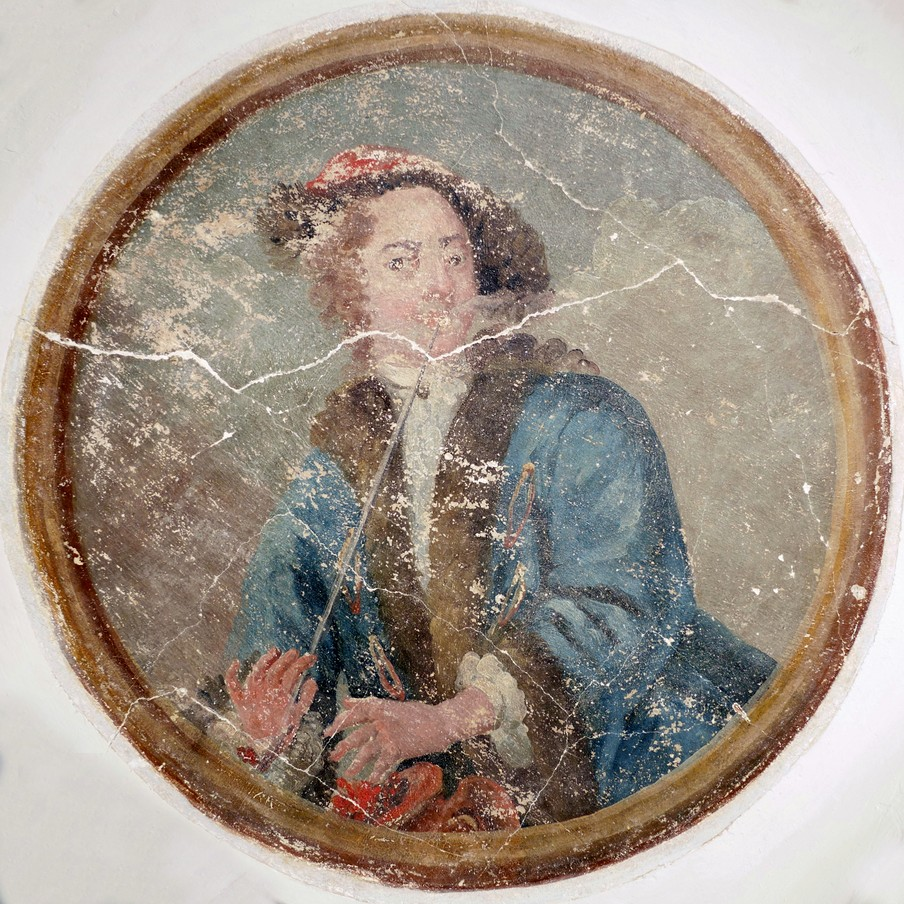
Deckenmalerei: Winter, um 1760

## Kyaulinde

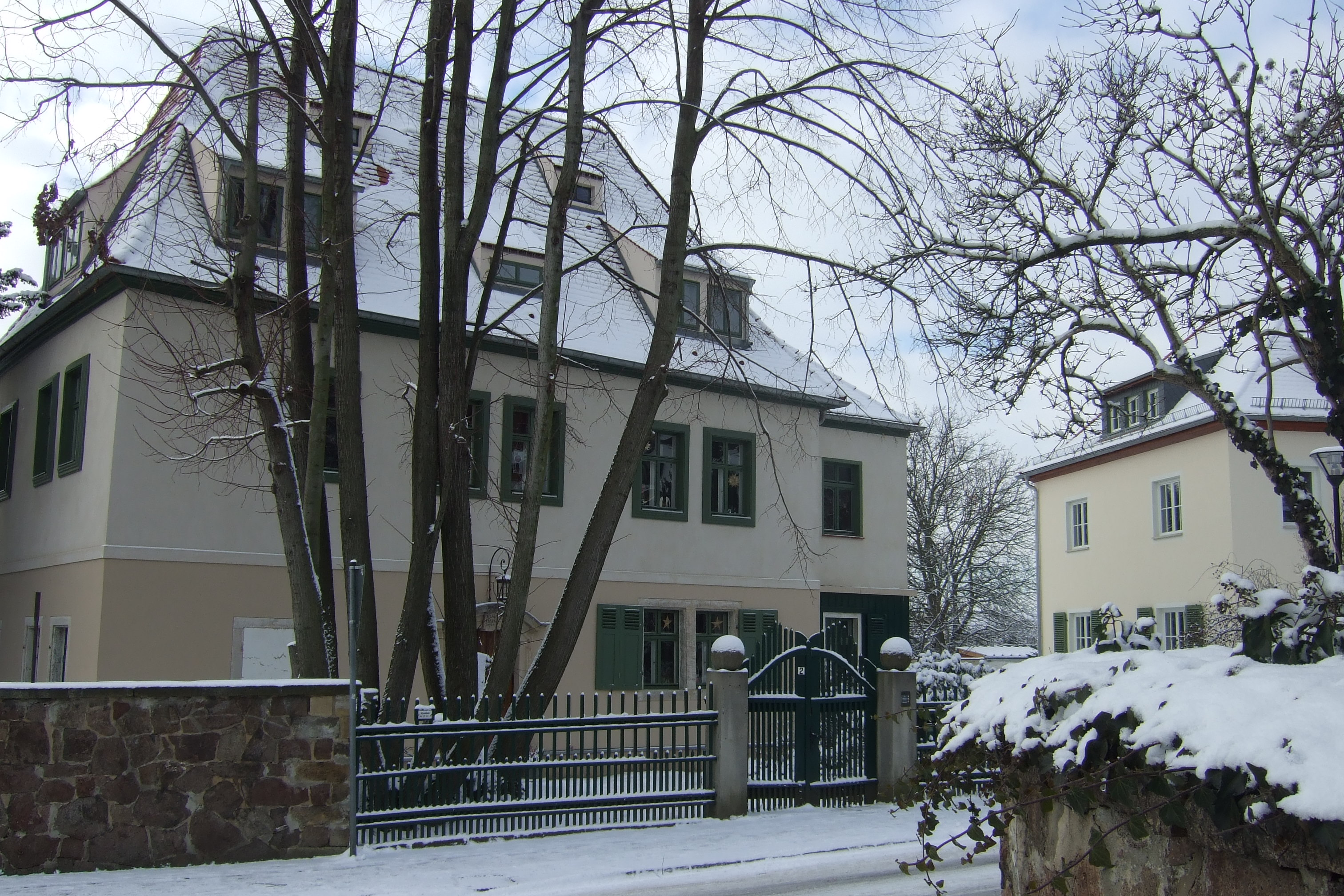
Kyau-Haus: Nord-Ost Ansicht mit Kyau-Linde, Winter 2016

Die Kyaulinde ist eine wohl dreihundertjährige Sommerlinde (Tilia Grandifolia), die wegen starker Schädigung am 7. Februar 1963 kurz über dem Boden abgesägt und damit sozusagen auf den Stock gesetzt wurde. Aus den oberirdischen Stammresten entsprangen die heute zu sehenden, zahlreichen neuen Triebe.

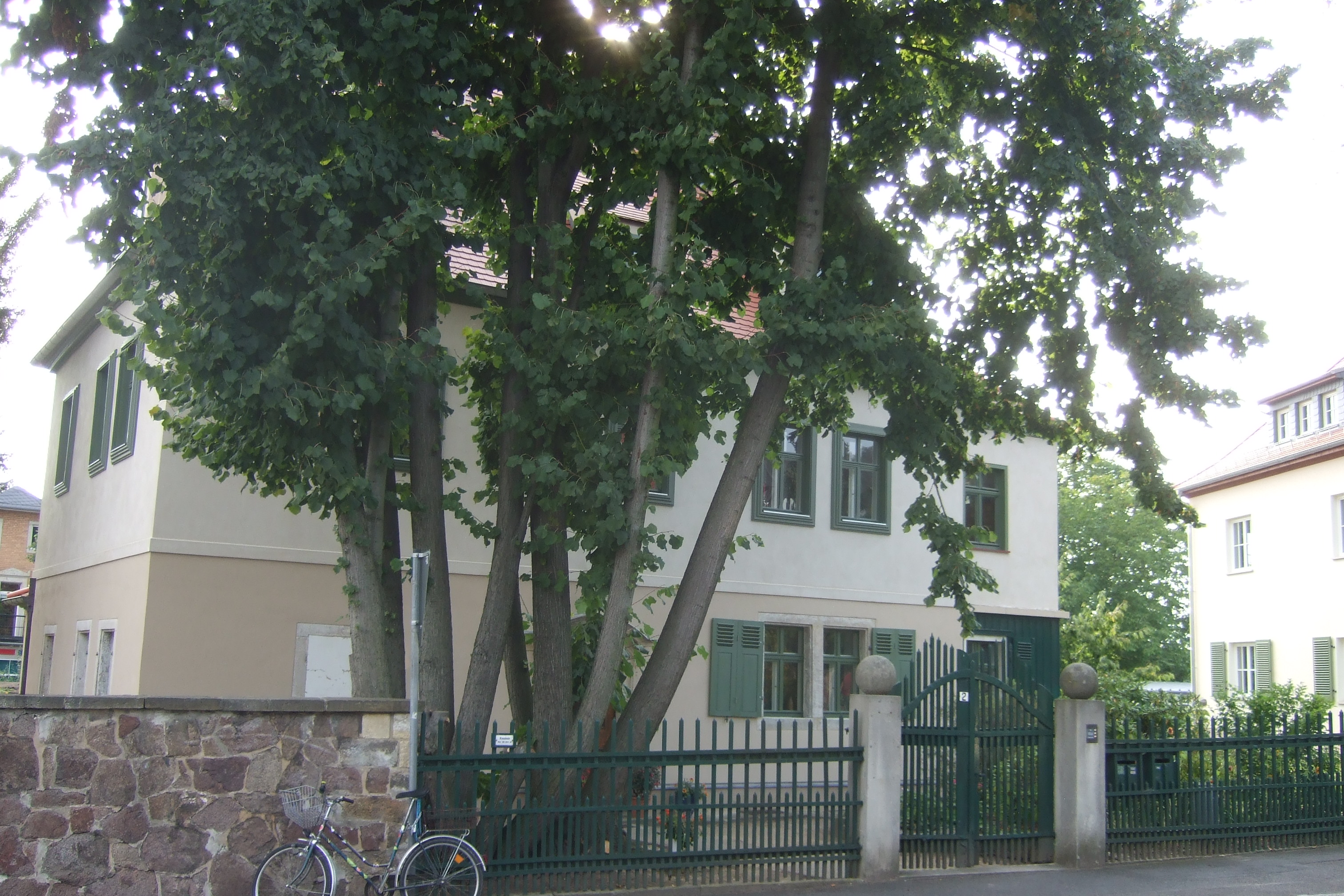
Kyaulinde 2016
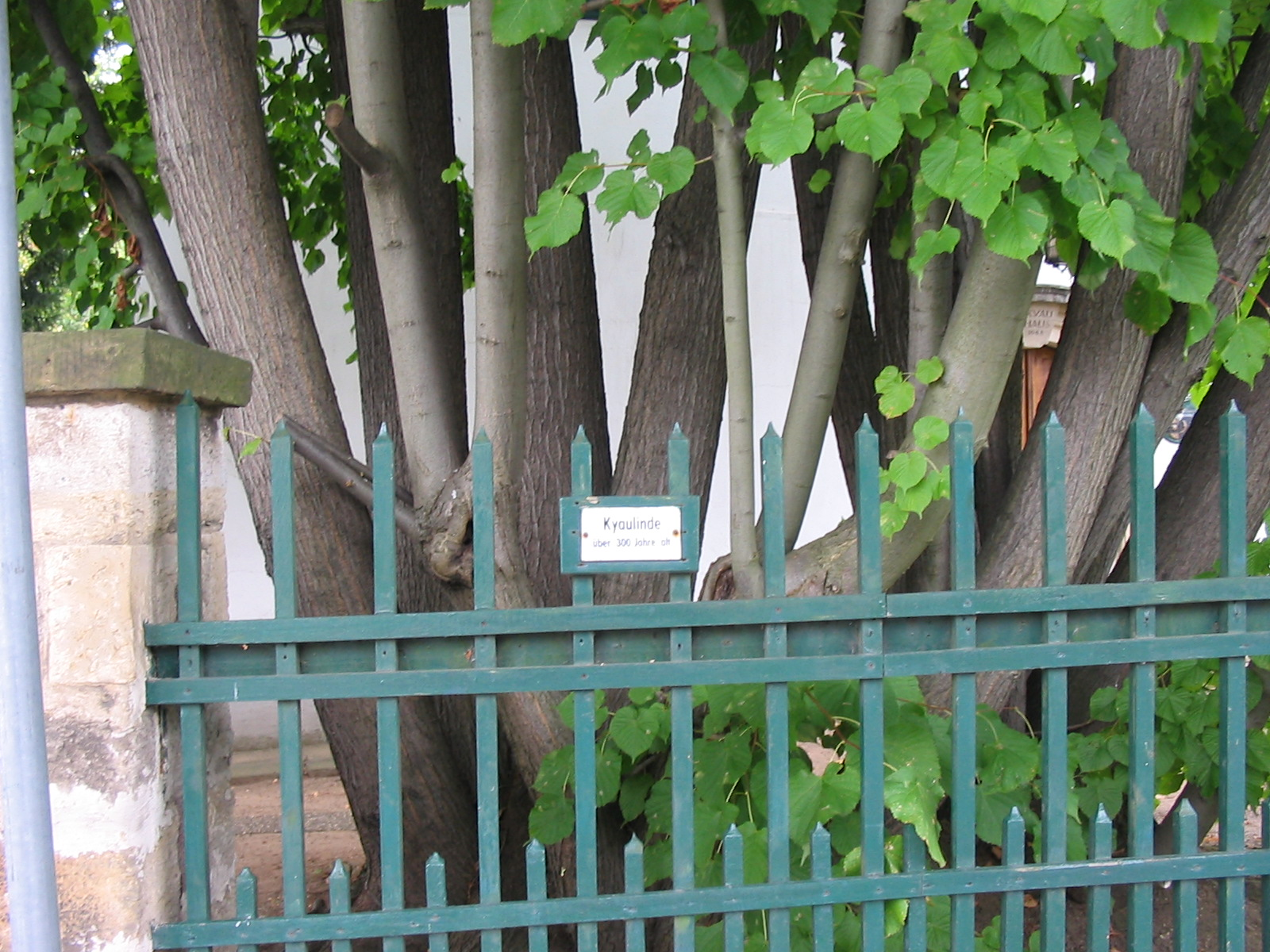
Hinweisschild zur Linde